# Нерсборо
Нерсборо (англ. Knaresborough, /ˈnɛərzbərə/) — город и община в графстве Норт-Йоркшир в Англии. Город расположен на левом берегу реки Нидд, которая прорезала глубокое ущелье в известняке. 

## История

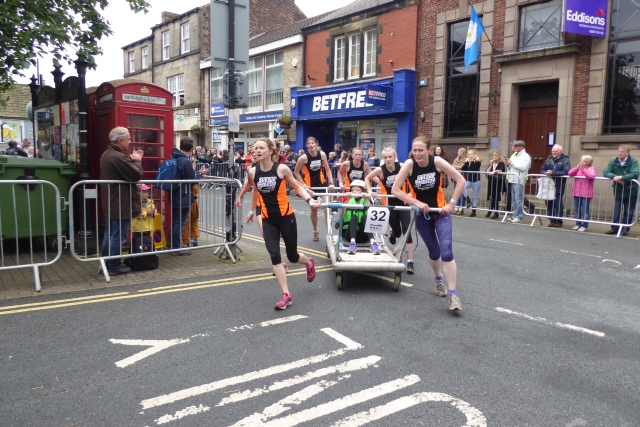
Гонки на кроватях в Нерсборо

На месте современного Нерсборо в 1066 году располагалось королевское поместье. В 1086 году оно упоминается в «Книге Страшного суда» как «Chenaresburg» в составе уэпентейка Бергшир в графстве Йоркшир, он имело размер в 26 гайд и стоило 1 фунт. В 1070 году там был построен замок Нерсборо. Около 1100 года около замка стал расти город, в котором располагался рынок, привлекавший торговцев. Примерно в это же время была основана и приходская церковь Святого Иоанна. 
Позже замок Нерсборо был передан Серло де Бургу, который в 1115 году упоминается как барон Нерсборо. У его внука Юстаса Фиц-Джона замок был конфискован королём Стефаном Блуаским и был передан Роберту III де Стутвилю, от которого посредством брака перешёл к Хью де Морвилю. 
В XII—XIII веках замок и поместье Нерсбро неоднократно переходили из рук в руки, пока не попали в состав владений Джона Гонта, герцога Ланкастерского, после смерти которого вошла в составе герцогства Ланкастерского в состав коронных владений. В 1646 года замок был разрушен во время Гражданских войн. 
В окрестностях города располагается пещера, в которой в XII—XIII веках жил отшельник — святой Роберт. Сейчас она считается святыней Римско-католической церкви. Неподалёку от неё была построена часовня Святого Роберта, вырытая в скале. 
С XV века возле города разрабатывалось месторождение свинцовой руды. С 1555 года по 1867 год город был представлен двумя членами Парламента, затем это число было уменьшено до одного, а в 1885 году избирательный округ был объединен с избирательным округом Западного райдинга Йоркшира.
С 1966 года в Нерсборо каждый год во вторую субботу июня проводятся гонки на кроватях. Задача команды из шести человек заключается в том, чтобы провезти седьмого участника в импровизированной кровати по трассе, проходящей по улицам города, холмам, и даже форсировать реку.

## Административное управление
Первоначально Нерсборо находился в составе парламентского округа Рипон. С 1555 года по 1867 год город был представлен двумя членами Парламента, затем это число было уменьшено до одного, а в 1885 году избирательный округ был объединен с избирательным округом Западного райдинга Йоркшира. С 1997 года Нерсборо входит в состав избирательного округа «Харрогейт и Нерсборо».
После реформы местного самоуправления на основании акта 1972 года в 1974 году Нерсборо вошёл в состав округа Харрогейт в графстве Норт-Йоркшир. В 2023 году двухуровневая система окружных и районных советов в Норт-Йокркшире, за исключением города Йорк, была упразднена и заменена на единый орган власти — Совет Норт-Йоркшира.

## Население
| Год  | Численность | Численность |
| ---- | ----------- | ----------- |
| 2001 | 14 761      | [ 11 ]      |
| 2011 | 15 441      | [ 12 ]      |
| 2021 | 15 718      | [ 1 ]       |

## Промышленность
Промышленные предприятия Нерсборо производят одежду, мебель и постельное бельё.